# Tatar Elevci
Tatar Elevci (macedónul: Татар Елевци) település Észak-Macedóniában, a Délnyugati körzet Debari járásában.

## Népesség
| Lakosok száma | 82   | 86   | 67   | 44   | 39   | 23   | 13   | 10   |      |
|               | 1948 | 1953 | 1961 | 1971 | 1981 | 1991 | 1994 | 2002 | 2021 |

2002-ben 10 lakosa volt, akik közül 9 macedón és 1 albán.